# South Australian Premier League
De South Australian Premier League is de op een na hoogste voetbalcompetitie van de Australische staat Zuid-Australië. Nationaal gezien is de Premier League het derde voetbalniveau en het is twee niveaus lager dan de A-League. De Premier League wordt georganiseerd door de Football Federation of South Australia (FFSA). De Premier League was tot de oprichting van de South Australian Super League in 2006 de hoogste competitie van de staat.

## Opzet
De Premier League omvat tien clubs. Alle clubs spelen tegen iedere andere clubs eenmaal thuis en eenmaal uit. De kampioen van de Premier League promoveert jaarlijks naar de Super League, terwijl de laatst geklasseerde club van de Super League degradeert naar de Premier League. De Premier League heeft twee degradanten. Hun plaats wordt ingenomen door de beste twee clubs uit de State League.